# دنیله مولمنتی
دنیله مولمنتی (ایتالیایی: Daniele Molmenti؛ زادهٔ ۱ اوت ۱۹۸۴) قایقران اهل ایتالیا است.
وی در مسابقات کشوری و بین‌المللی در مجموع برندهٔ ۸ مدال طلا، ۶ مدال نقره، ۸ مدال برنز شده‌است.